# 집념의 검사 프리츠 바우어
집념의 검사 프리츠 바우어(Der Staat gegen Fritz Bauer, The People vs. Fritz Bauer)는 독일에서 제작된 라스 크라우메 감독의 2015년 드라마, 공포, 스릴러 영화이다. 버그하트 클로브너 등이 주연으로 출연하였다.

## 출연

### 주연
- 버그하트 클로브너
- 로날드 제르필드

### 조연
- 다니 레비
- 세바스티안 블롬베르그
- 라우라 통케
- 로베르트 아초른
- 마이클 쉔크
- 매티아스 웨이든호퍼
- 고츠 슈베르트
- 죄르그 슈타우프

## 제작진
- 분장: 아스트리드 마리아셱